# リングカレント
リングカレント (ring current) とは、惑星磁気圏の磁場に捕捉された荷電粒子がつくる電流で、赤道環電流とも言う。

## 概要
地球の場合、正電荷を持つイオンは西向きに、負電荷を持つ電子は東向きにドリフト運動するため、西向きのリングカレントが形成される。この西向きの電流は、中・低緯度域の地磁気を減少させ、磁気嵐の主要因になっていると考えられている。地球のリングカレントは、10-200キロ電子ボルト (keV) 程度のエネルギーのイオンが主に寄与している。イオンの種類は、プロトンの他、α粒子や酸素イオン (O+) も含まれている。